# 奥利弗·克莱梅特
奥利弗·克莱梅特（德語：Oliver Klemet，2002年3月18日—），德国男子游泳运动员，2022年世界游泳锦标赛混合团体6公里接力金牌得主、2023年世界游泳锦标赛男子10公里公开水域游泳铜牌得主。